# Rhynchospora microcarpa
Rhynchospora microcarpa är en halvgräsart som beskrevs av William Baldwin och Asa Gray. Rhynchospora microcarpa ingår i släktet småag, och familjen halvgräs. Inga underarter finns listade i Catalogue of Life.